# Manuel Ciges Aparicio
Manuel Ciges Aparicio (14. ledna 1873, Enguera, Valencia – 1936, Ávila) byl španělský spisovatel, novinář, překladatel a aktivní republikánský politik.

## Život
Po vystudování střední šloly v Badajozu vstoupil Ciges roku 1893 do armády, ale v době svého působení na Kubě v letech 1896–1898 byl vězněn pro kritiku výkonu vojenské správy. Po návratu do vlasti působil jako novinář (například v listech Vida Nueva, El País a El Imparcial) a aktivně obhajoval levicové a republikánské myšlenky. Po vyhlášení španělské republiky se stal civilním guvernérem na Baleárských ostrovech a roku 1935 v Santanderu a později v Ávile, kde byl počátkem srpna roku 1936 zastřelen frankistickými povstalci.
Ciges je řazen do tzv. „Generace 1898“, jejíž členové (např. Jacinto Benavente) si byli vědomi úpadkového stavu Španělska zejména po porážce v americko-španělské válce v roce 1898. Jeho dílo má velmi blízko k naturalismu ve stylu Vicenta Blasca Ibáñeze, často je silně antiklerikalní a předjímá sociální román. Ožívá v něm venkovské Španělsko, ubohé, zbídačené, negramotné, plné pověr, závisti, malichernosti, sobectví a korupce.

## Dílo

### Autobiografie
- Del cautiverio (1903, Z otroctví),
- Del hospital (1906, Nemocnice),
- Del cuartel y de la guerra (1906, Kasárna a válka),
- Del periodismo y de la política (1907, Žurnalistika a politika).

### Romány
- El vicario (1905, Vikář),
- La venganza (1909, Pomsta),
- La romería (1910, Pouť),
- Villavieja (1914).
- El juez que perdió la conciencia (1925, Soudce, který ztratil svědomí),
- Circe y el poeta (1926, Kirké a básník),
- Los caimanes, (1931, Kajmani).

### Reportáže
- Las luchase de nuesros días (1908, Boje našich dnů),
- Los vencedores (1908, Vítězové),
- Los vencidos (1910, Poražení),
- Entre la paz y la guerra (1912, Mezi mírem a válkou).

### Monografie
- Joaquín Costa, el gran fracasado (1930, Joaquín Costa, velký ztroskotanec),
- España bajo la Dinastía de los Borbones (1932, Dějiny Španěls za vlády Borbonů).

## Česká vydání
- Pouť, Čín, Praha 1925, přeložil Jiří Noska.